# Jan Kauzik

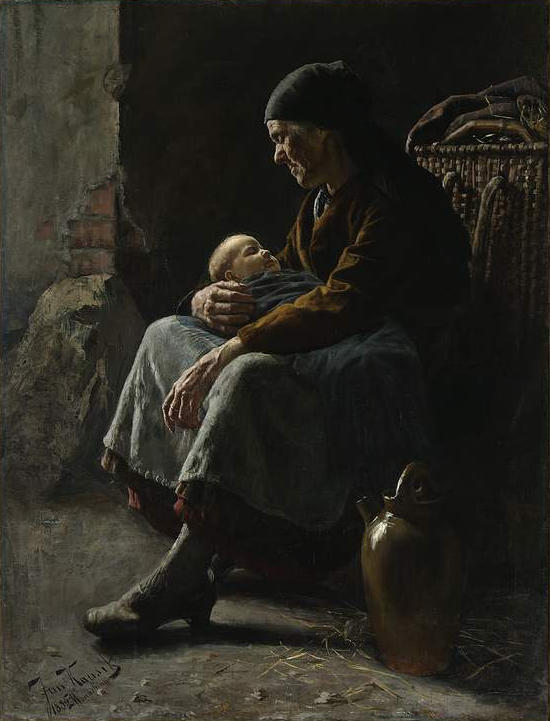
Cục vàng của bà

Jan Kazimierz Kauzik (sinh ngày 8 tháng 2 năm 1860 tại Warsaw – mất ngày 18 tháng 9 năm 1930 tại Warsaw) là một họa sĩ và giáo viên mỹ thuật người Ba Lan.

## Tiểu sử
Trong các năm 1875-1881, Jan Kauzik theo học tại Trường Vẽ Warsaw (nay là Học viện Mỹ thuật ở Warsaw), giáo sư giảng dạy là Wojciech Gerson và Aleksander Kamiński. Nhờ có những tác phẩm xuất sắc, Jan Kauzik được trao giải thưởng tiền mặt và một suất học bổng để theo học tại Hội Khuyến khích Mỹ thuật. Từ năm 1882 đến năm 1885, ông học tại Học viện Mỹ thuật, Munich, giáo sư giảng dạy là Alexander von Wagner.
Sau khi quay lại Warsaw, Jan Kauzik trở thành một giáo sư của Trường Vẽ Warsaw. Từ năm 1903, ông cũng diễn thuyết tại Bảo tàng Công nghiệp và Nông nghiệp. Trong hai năm 1907-1908, Jan Kauzik làm người quản lý bảo tàng.
Phong cách hội họa và nội dung trong các tác phẩm của Jan Kauzik có xu hướng bảo thủ. Jan Kauzik chuyên vẽ tranh chân dung, tranh cuộc sống sinh hoạt thường ngày và tranh phong cảnh. Trong giai đoạn 1883-1909, ông tổ chức nhiều triển lãm tại trường cũ, tại Hội Khuyến khích Mỹ thuật, và tại Hội những người bạn Mỹ thuật Kraków.
Năm 1888, Jan Kauzik kết hôn với Stanisławą Leontyną Jezierską (1871-1947). Họ có bốn người con là Janinę (1889-1949), Stanisław (1891-1959) - sau này trở thành một luật sư và chính trị gia nổi tiếng, Eugeniusza (1892-1944) và Leokadię (1895-1944).
Jan Kauzik được chôn cất trong phần mộ của gia tộc tại Nghĩa trang Powązki.